# Апатозаври
Апатозаврите (Apatosaurus, на старогръцки: ἀπάτη – измамен гущер) са род тревопасни динозаври от семейство Диплодокови (Diplodocidae), живели преди около 150 млн. години през юрския период.

## Описание
Тези динозаври са имали много дълга шия и още по-дълга опашка, но с малка глава. Дължината им достигала до 23 m, а теглото – до 18 тона.

## Таксономия
Дълго се смята, че Бронтозаври е синонимно понятие на род Аптозаври, до публикуването на мащабно проучване от 2015 г., което заключава, че Бронтозаври е валиден, самостоятелен род. Не всички палеонтолози са съгласни с това разделение.

### Видове
- Apatosaurus ajax (Marsh, 1877)
- Apatosaurus grandis (Marsh, 1877)
- Apatosaurus excelsus (Marsh, 1879)
- Apatosaurus laticollis (Marsh, 1879)
- Apatosaurus louisae (Holland, 1915)
- Apatosaurus minimus (Mook, 1917)
- Apatosaurus yahnahpin (Filla & Redman, 1994)